# Кайиндинський сільський округ (Турара Рискулова район)
Кайинди́нський сільський округ (каз. Қайыңды ауылдық округі, рос. Кайыңдинский сельский округ) — адміністративна одиниця у складі району Турара Рискулова Жамбильської області Казахстану. Адміністративний центр — село Кайинди.
Населення — 1646 осіб (2021; 1662 у 2009, 1731 у 1999, 1821 у 1989).
Станом на 1989 рік існувала Сугетинська сільська рада (села Алгабас, Каїнди, Мамай-Каїнди). 1997 року Теренозецький сільський округ та Кайиндинський сільський округ були ліквідовані та приєднані до складу до складу Акиртобинського сільського округу, однак 2001 року Теренозецький сільський округ разом з населеними пунктами колишнього Кайиндинського сільського округу був відновлений. 2004 року зі складу Теренозецького сільського округу був відновлений Кайиндинський сільський округ.

## Склад
До складу округу входять такі населені пункти:
| Населений пункт     | Старі назви  | Населення, осіб (1989) | Населення, осіб (1999) | Населення, осіб (2009) | Населення, осіб (2021) |
| ------------------- | ------------ | ---------------------- | ---------------------- | ---------------------- | ---------------------- |
| Алгабас, село       | -            | 258                    | 284                    | 365                    | 267                    |
| Кайинди, село       | Каїнди       | 1253                   | 1175                   | 1080                   | 1138                   |
| Мамай-Кайинди, село | Мамай-Каїнди | 310                    | 272                    | 217                    | 241                    |